# ハイロ・ラモス・ジッツィ
ハイロ・ラファエル・ラモス・ジッツィ（Jairo Rafael Ramos Gizzi, 1971年7月21日 - ）は、ベネズエラ・ラ・グアイラ州ラ・グアイラ出身のイタリアの元プロ野球選手（一塁手）。左投左打。

## 来歴
1989年にベネズエラのウィンターリーグであるリーガ・ベネソラーナ・デ・ベイスボル・プロフェシオナル（LVBP）でデビュー。以降もLVBPには2007/2008シーズンまで参加し、2006年にはカリビアンシリーズにも出場している。その間、1991年にはトロント・ブルージェイズ傘下ルーキー級メディシンハット・ブルージェイズに所属したが、1年限りで退団している。
1998年からイタリアに滞在し、セリエAのグロッセート・ベースボールと契約。その後イタリアに帰化し、2001年のワールドポート・トーナメントで代表デビュー。以降、2004年のアテネオリンピック、IBAFワールドカップ、ヨーロッパ野球選手権大会を初め多くの代表経験を持ち、2006年の第1回ワールド・ベースボール・クラシック（WBC）イタリア代表にも選出された。
リーグでは2013年シーズン中に通算100本塁打を達成し、2014年4月には1,000本安打を達成するなど長年主力選手としてプレー。46歳となった2017年はノヴァーラ・ベースボールに所属したが途中解雇。この年限りで現役を引退した。リーグ通算成績は、911試合に出場し、1101安打、104本塁打。
現役引退後の2019年にセリエA2のピアノロ・ベースボールの監督を務め、2020年からは古巣のグロッセート・ベースボールの監督に就任。2023年限りで退任した。